# Gunpowder

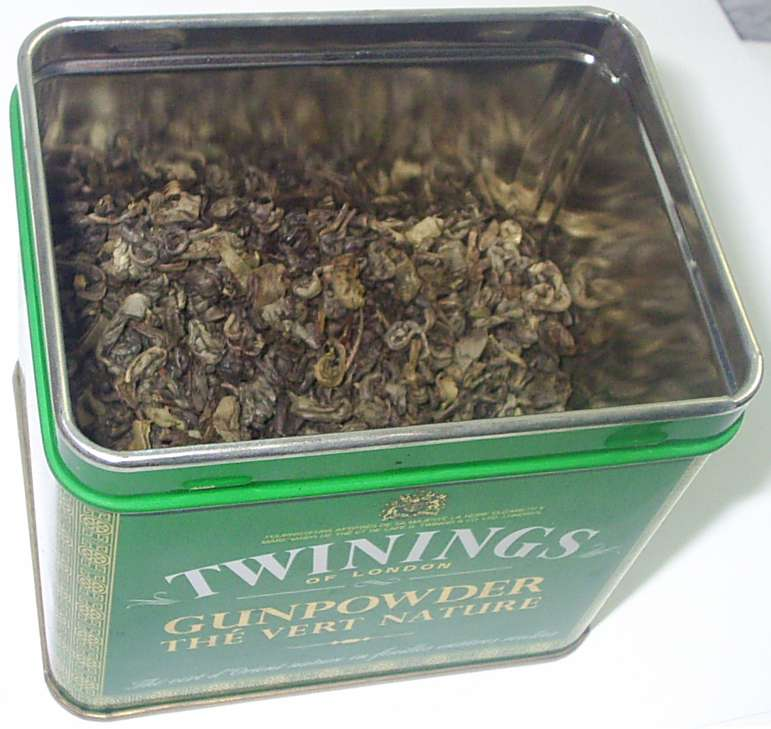
Te Gunpowder

El Gunpowder (xinès: 珠茶; pinyin: zhū chá; lit. 'te de perles'; pronunciat [ʈʂú ʈʂʰǎ]) és un te verd xinès originari de la província del Zhejiang. Deu el seu nom a la seva versemblança amb els grans de pólvora de les seves fulles caragolades en forma de boles. Els xinesos l'anomenen zhchá perles de te, i la varietat més freqüent fora de la Xina o al te oolong amb propietats antioxidants.
La producció de te gunpowder es remunta a la dinastia Tang 618–907. però la seva introducció a Taiwan no fou fins als anys 1800. Va ser introduït per primera vegada a Taiwan al segle XIX. Les fulles de te de pólvora es marceixen, es couen al vapor, s'enrotllen i després s'assequen. Tot i que antigament les fulles individuals es manipulaven a mà, avui en dia tots els tes de pólvora de grau més alt s'enrotllen amb màquines. L'enrotllament fa que les fulles siguin menys susceptibles a danys físics i trencaments i els permet conservar més el seu sabor i aroma. A més, permet envellir certs tipus de tes oolong durant dècades si es cuiden torrant-los ocasionalment.
Les boles brillants indiquen que el te és relativament fresc i de bona qualitat. La mida de les boles també s'associa amb la qualitat, i les més grans es consideren una marca de te de menor qualitat. El te gunpowder d'alta qualitat tindrà boles petites i ben enrotllades. El te es divideix en diversos graus utilitzant una combinació de números i lletres